# Tomás Pérez (calciatore 2005)
Tomás Pérez (Rosario, 26 agosto 2005) è un calciatore argentino, centrocampista del Porto.

## Caratteristiche tecniche
È un centrocampista centrale.

## Carriera
Pérez è cresciuto nel settore giovanile del Newell's Old Boys, con cui ha debuttato il 23 luglio 2024 nell'incontro di Primera División pareggiato 0-0 contro l'Independiente Rivadavia. Il 3 agosto seguente ha segnato il suo primo gol in carriera nel match casalingo perso 4-1 contro l'Estudiantes (LP), firmando il gol del momentaneo vantaggio.

## Statistiche

### Presenze e reti nei club
Statistiche aggiornate al 9 dicembre 2024.
| Stagione        | Squadra           | Campionato      | Campionato | Campionato | Coppe nazionali | Coppe nazionali | Coppe nazionali | Coppe continentali | Coppe continentali | Coppe continentali | Altre coppe | Altre coppe | Altre coppe | Totale | Totale | Totale |
| Stagione        | Squadra           | Comp            | Pres       | Reti       | Comp            | Pres            | Reti            | Comp               | Pres               | Reti               | Comp        | Pres        | Reti        | Pres   | Reti   |        |
| --------------- | ----------------- | --------------- | ---------- | ---------- | --------------- | --------------- | --------------- | ------------------ | ------------------ | ------------------ | ----------- | ----------- | ----------- | ------ | ------ | ------ |
| 2024            | Newell's Old Boys | PD              | 17         | 1          | CA+CdL          | 1+0             | 0               |                    | -                  | -                  |             | -           | -           | 18     | 1      |        |
| Totale carriera | Totale carriera   | Totale carriera | 17         | 1          |                 | 1               | 0               |                    | -                  | -                  |             | -           | -           | 18     | 1      |        |